# Martelle
Martelle é uma cidade localizada no estado americano de Iowa, no Condado de Jones.

## Demografia
Segundo o censo americano de 2000, a sua população era de 280 habitantes.
Em 2006, foi estimada uma população de 260, um decréscimo de 20 (-7.1%).

## Geografia
De acordo com o United States Census Bureau tem uma área de
0,9 km², dos quais 0,9 km² cobertos por terra e 0,0 km² cobertos por água.

## Localidades na vizinhança
O diagrama seguinte representa as localidades num raio de 12 km ao redor de Martelle.